# Santa Rosa, Sinaloa
Santa Rosa är en ort i Mexiko.   Den ligger i kommunen Badiraguato och delstaten Sinaloa, i den västra delen av landet, 1 100 km nordväst om huvudstaden Mexico City. Santa Rosa ligger 283 meter över havet och antalet invånare är 120.
Terrängen runt Santa Rosa är kuperad åt sydost, men åt nordväst är den platt. Runt Santa Rosa är det mycket glesbefolkat, med 6 invånare per kvadratkilometer. Närmaste större samhälle är Badiraguato, 11,4 km söder om Santa Rosa. I omgivningarna runt Santa Rosa växer huvudsakligen savannskog.